# Workin' Day and Night
"Workin' Day and Night" là bài hát của nghệ sĩ thu âm người Mỹ Michael Jackson. Ca khúc nằm trong album phòng thu thứ năm của anh, Off the Wall năm 1979.